# Catedral de São Jorge de Adis Abeba

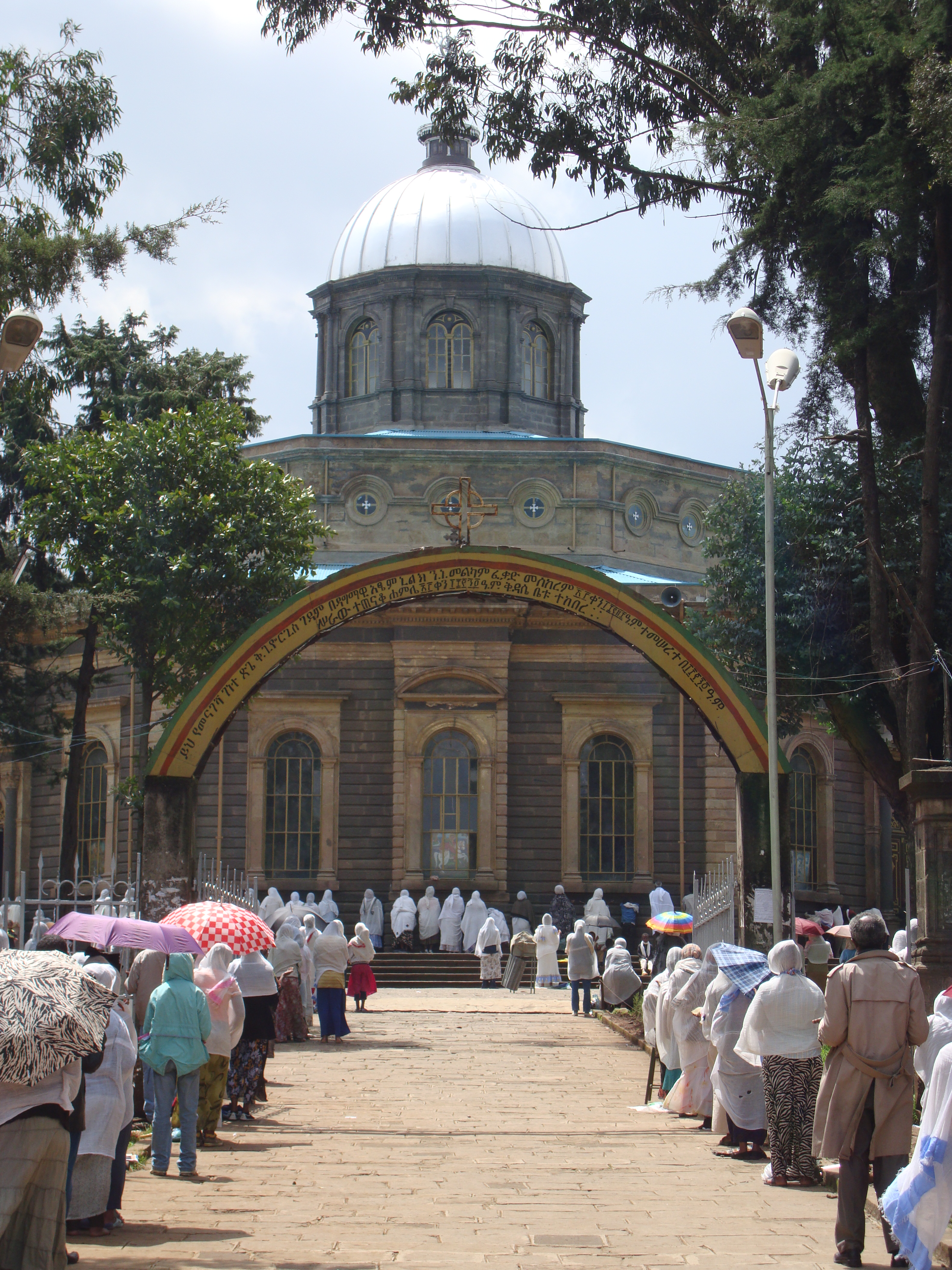
Catedral de São Jorge, Adis Abeba

A Catedral de São Jorge de Adis Abeba é uma catedral ortodoxa localizada na cidade de Adis Abeba, capital da Etiópia. Esta catedral é conhecida pela sua distinta forma octogonal. e está localizada no extremo norte da estrada de Churchill.
Edifício desenhado por Sebastiano Castagna e construída por prisioneiros de guerra italianos derrotado em Adwa, em 1896, foi nomeado por São Jorge, após a Tabot (Arca) da igreja foi levado para a Batalha de Adwa contra os italianos, durante o qual a vitória foi assegurada pelos etíopes. O edifício foi descrito em 1938, em uma publicação turista italiano como um bom exemplo da interpretação europeia do projeto da igreja etíope. As autoridades italianas fascistas definir o edifício em chamas durante a guerra, em 1937. A catedral foi mais tarde restaurada pelo imperador após a libertação, em 1941.
A Imperatriz Zewditu da Etiópia foi coroada nesta catedral em 1917, e o imperador Haile Selassie foi coroado ali em 1930. Tornou-se um local de peregrinação para os rastafáris. A Catedral tem um museu, e um trono imperial está em exposição, com as obras dos vitrais do artista Afewerk Tekle. Dada a razão pela qual a catedral foi chamado, ele exibe armamento utilizado em guerras contra os italianos, incluindo espadas curvas e tridentes e capacetes gigantes feitas de crinas de leões.